# Mario Petri
Mario Petri, nome d'arte di Mario Pezzetta (Perugia, 21 gennaio 1922 – Città della Pieve, 26 gennaio 1985), è stato un basso-baritono e attore italiano.

## Biografia
Figlio di un piccolo commerciante di carbone, manifestò da giovanissimo la passione per la musica, iniziando a fare serenate su commissione. Si spostò in seguito a Roma, dove venne avviato allo studio del canto dal maestro Mario Cusmic, che ne scoprì la possente voce di basso.
Debuttò nel 1947 e l'anno successivo esordì alla Scala di Milano con Oedipus rex di Stravinskij; in tale occasione assunse il nome d'arte con il quale è noto. Acquisì fama grazie all'intuizione di Herbert von Karajan, che lo fece conoscere al grande pubblico nel 1950, di nuovo alla Scala, come protagonista di Don Giovanni.
In seguito apparve a Roma, Firenze, Napoli, Verona e partecipò alle celebrazioni radiofoniche per il cinquantenario della morte di Verdi nel 1951, interpretando I Lombardi alla prima crociata e Simon Boccanegra. A Firenze nel 1953 fu nel cast della storica ripresa di Medea con Maria Callas e importante è anche il Don Giovanni della Rai nel 1960, di cui è reperibile il filmato. All'estero fu presente a Salisburgo, Glyndebourne ed Edimburgo e, al di fuori dell'Europa, soltanto a Dallas nel 1965.
Il repertorio fu prevalentemente rivolto a Mozart (Don Giovanni, Le nozze di Figaro), Rossini (L'italiana in Algeri, La Cenerentola, Semiramide, Mosè in Egitto), oltre a diversi titoli verdiani. Una prestanza fisica importante quale quella vocale lo rese famoso in particolare per il personaggio di Don Giovanni, mentre un'altra delle parti per cui è maggiormente ricordato è Arkel in Pelléas et Mélisande. Tra i ruoli come baritono figurano Macbeth, Il Marchese di Posa, Jack Rance.
A partire dagli anni sessanta fu anche attore cinematografico in una serie di film d'avventura in costume. Morì all'età di 63 anni a seguito di un ictus.

## Vita privata
Sposò una ballerina classica da cui ebbe un figlio e una figlia, la scrittrice e traduttrice Romana Petri.

## Repertorio
| Ruolo                            | Titolo                         | Autore      |
| -------------------------------- | ------------------------------ | ----------- |
| Barbablù                         | Il castello di Barbablù        | Bartók      |
| Capellio                         | I Capuleti e i Montecchi       | Bellini     |
| Mefistofele                      | La dannazione di Faust         | Berlioz     |
| Simon Mago                       | Nerone                         | Boito       |
| Tomskij                          | La dama di picche              | Čajkovskij  |
| Creonte                          | Medea                          | Cherubini   |
| Arkel                            | Pelléas et Mélisande           | Debussy     |
| Don Tritemio                     | Il filosofo di campagna        | Galuppi     |
| Mefistofele                      | Faust                          | Gounod      |
| Tolomeo                          | Giulio Cesare                  | Händel      |
| Donato                           | Maria Golovin                  | Menotti     |
| Seneca                           | L'incoronazione di Poppea      | Monteverdi  |
| Conte d'Almaviva                 | Le nozze di Figaro             | Mozart      |
| Don Giovanni                     | Don Giovanni                   | Mozart      |
| Sarastro                         | Il flauto magico               | Mozart      |
| Pimen                            | Boris Godunov                  | Musorgskij  |
| Ivan Chovanskij Fëdor Šaklovityj | Chovanščina                    | Musorgskij  |
| Don Basilio                      | Il barbiere di Siviglia        | Paisiello   |
| Agamennone                       | Clitennestra                   | Pizzetti    |
| Barone Scarpia                   | Tosca                          | Puccini     |
| Jack Rance                       | La fanciulla del West          | Puccini     |
| Edoardo Milfort                  | La cambiale di matrimonio      | Rossini     |
| Mustafà                          | L'italiana in Algeri           | Rossini     |
| Don Magnifico                    | La Cenerentola                 | Rossini     |
| Mosè                             | Mosè in Egitto                 | Rossini     |
| Idreno                           | Semiramide                     | Rossini     |
| Gran Sacerdote                   | La Vestale                     | Spontini    |
| Creonte                          | Œdipus Rex                     | Stravinskij |
| Scalza                           | Boccaccio                      | Suppé       |
| Pagano                           | I Lombardi alla prima crociata | Verdi       |
| Francesco Moor                   | I masnadieri                   | Verdi       |
| Macbeth                          | Macbeth                        | Verdi       |
| Sparafucile                      | Rigoletto                      | Verdi       |
| Jacopo Fiesco                    | Simon Boccanegra               | Verdi       |
| Don Rodrigo di Posa              | Don Carlo                      | Verdi       |
| Ramfis                           | Aida                           | Verdi       |
| Pistola                          | Falstaff                       | Verdi       |

## Discografia

Mario Petri in Il castello del Duca Barbablù di Béla Bartók, 1955

### Incisioni in studio
- Simon Boccanegra, con Paolo Silveri, Antonietta Stella, Carlo Bergonzi, Walter Monachesi, dir. Francesco Molinari Pradelli - Cetra 1951
- I Lombardi alla prima crociata, con Maria Vitale, Gustavo Gallo, Miriam Pirazzini, dir. Manno Wolf Ferrari - Cetra 1951[2]
- L'italiana in Algeri, con Giulietta Simionato, Cesare Valletti, Marcello Cortis, dir. Carlo Maria Giulini - EMI/Columbia 1954
- Il filosofo di campagna, con Anna Moffo, Rolando Panerai, Elena Rizzieri, dir. Renato Fasano - HMV 1958
- Il barbiere di Siviglia (Paisiello), con Rolando Panerai, Graziella Sciutti, Nicola Monti, Renato Capecchi, dir. Renato Fasano - Ricordi 1959
- La cambiale di matrimonio, con Renata Scotto, Rolando Panerai, Renato Capecchi, Nicola Monti, dir. Renato Fasano - Ricordi 1959
- Don Giovanni (DVD), con Sesto Bruscantini, Teresa Stich-Randall, Leyla Gencer, Luigi Alva, Graziella Sciutti, dir. Francesco Molinari Pradelli - video-RAI 1960 ed. VAI/Opera D'Oro (solo audio)

### Registrazioni dal vivo
- Medea, con Maria Callas, Carlos Guichandut, Fedora Barbieri, Gabriella Tucci, dir. Vittorio Gui - Firenze 1953 ed. Legato/IDIS
- La Gioconda, con Anna De Cavalieri, Giuseppe Di Stefano, Aldo Protti, Fedora Barbieri, dir. Tullio Serafin - Napoli 1953 ed. Opera Lovers
- Il flauto magico (Sarastro), con Nicolai Gedda, Elisabeth Schwarzkopf, Giuseppe Taddei, Rita Streich, Alda Noni, dir. Herbert von Karajan RAI-Roma 1953 ed. Myto/Urania/Walhall
- Pelléas et Mélisande, con Ernst Haefliger, Elisabeth Schwarzkopf, Michel Roux,  Graziella Sciutti, Christiane Gayraud, dir. Herbert von Karajan - RAI-Roma 1954 ed. Arkadia/Walhall
- L'incoronazione di Poppea, con Oralia Domínguez, Rolando Panerai, Carlo Bergonzi, dir. Nino Sanzogno - RAI 1954 ed. Arkadia
- Le nozze di Figaro, con Rolando Panerai, Igmaar Seefried, Elisabeth Schwarzkopf, Sena Jurinac, dir. Herbert von Karajan - La Scala 1954 ed. Melodram/Myto/Walhall
- Aida, con Antonietta Stella, Franco Corelli, Fedora Barbieri, Anselmo Colzani, dir. Vittorio Gui - Napoli 1955 ed. Bongiovanni/IDIS
- La fanciulla del West (Jack Rance; selez.), con Gigliola Frazzoni, Kennet Neate, dir. Alfredo Simonetto - RAI-Milano 1955 ed. Myto
- Nerone, con Anna De Cavalieri, Mirto Picchi, Giangiacomo Guelfi, dir. Franco Capuana - Napoli 1957 ed. Cetra/GOP/Opera D'Oro
- Don Giovanni (DVD), con Sesto Bruscantini, Orietta Moscucci, Ilva Ligabue, Luigi Alva, Graziella Sciutti, dir. Nino Sanzogno - Napoli 1958 ed. House of Opera
- Clitennestra, con Clara Petrella, Luisa Malagrida, Raffaele Arié, Floriana Cavalli, Ruggero Bondino, dir. Gianandrea Gavazzeni,  La Scala 1965
- L'italiana in Algeri, con Marilyn Horne, Pietro Bottazzo, Walter Monachesi, dir. Carlo Franci - Roma-RAI 1968 ed. Arkadia/Opera Italiana
- Semiramide, con Joan Sutherland, Monica Sinclair, Ottavio Garaventa, Ferruccio Mazzoli, dir. Richard Bonynge - Roma-Rai 1968 ed. Nuova Era/Opera D'Oro
- Don Carlo (Rodrigo), con Juan Oncina, Boris Christoff, Maria Candida, Mirella Parutto, dir. Carlo Franci - Venezia 1969 ed. Mondo Musica/Premiere Opera
- I masnadieri, con Gastone Limarilli, Rita Orlandi Malaspina, Bonaldo Giaiotti, dir. Franco Mannino - Torino-RAI 1971 ed. Opera Lovers
- Macbeth (Macbeth), con Gwyneth Jones, Aage Haugland, Franco Tagliavini, dir. Riccardo Muti - Firenze 1975 ed. Lyric Distribution

## Filmografia
- La regina dei tartari, regia di Sergio Grieco (1960)
- Drakut il vendicatore, regia di Luigi Capuano (1961)
- La schiava di Roma, regia di Sergio Grieco (1961)
- Capitani di ventura, regia di Angelo Dorigo (1961)
- Ercole alla conquista di Atlantide, regia di Vittorio Cottafavi (1961)
- Giulio Cesare contro i pirati, regia di Sergio Grieco (1962)
- L'ira di Achille, regia di Marino Girolami (1962)
- Il capitano di ferro, regia di Sergio Grieco (1962)
- Il colpo segreto di d'Artagnan, regia di Siro Marcellini (1962)
- Il boia di Venezia, regia di Luigi Capuano (1963)
- Il segno di Zorro, regia di Mario Caiano (1963)
- L'eroe di Babilonia, regia di Siro Marcellini (1963)
- Totò contro il pirata nero, regia di Fernando Cerchio (1964)
- Sansone e il tesoro degli Incas, regia di Piero Pierotti (1964)
- Sandokan alla riscossa, regia di Luigi Capuano (1964)
- Sandokan contro il leopardo di Sarawak, regia di Luigi Capuano (1964)
- Ercole contro i tiranni di Babilonia, regia di Domenico Paolella (1964)
- Golia alla conquista di Bagdad, regia di Domenico Paolella (1965)

## Doppiatori italiani
- Glauco Onorato in Il boia di Venezia, L'eroe di Babilonia, Sandokan alla riscossa, Sandokan contro il leopardo di Sarawak
- Emilio Cigoli in Giulio Cesare contro i pirati, Ercole contro i tiranni di Babilonia
- Alberto Lupo in Drakut il vendicatore
- Adriano Micantoni in Ercole alla conquista di Atlantide
- Riccardo Mantoni in Sansone e il tesoro degli Incas
- Renato Turi in Golia alla conquista di Bagdad